# Kölöntefélék
A kölöntefélék (Cottidae) a sugarasúszójú halak (Actinopterygii) osztályába és a skorpióhal-alakúak (Scorpaeniformes) rendjébe tartozó család.

## Tudnivalók
A kölöntefélék családja 62 nemből és 256 fajból áll. Ezeknek többsége a tengervízben él a Föld északi részein és a sarkvidéken. Az édesvízben élők a Cottus és a Myoxocephalus nemekből kerülnek elő, az utóbbiak a Balti-tenger brakkvízében is megtalálhatók. A legtöbb faj kis testű, alig érik el a 10 centiméter hosszúságot, de akad a család többi fajához képest „hatalmas” képviselő is, ilyen például a Scorpaenichthys marmoratus, amely 72 centiméteres is lehet.

## Rendszerezés
A családba az alábbi 62 nem tartozik:
- Alcichthys Jordan & Starks, 1904 - 1 faj
- Andriashevicottus Fedorov, 1990 - 1 faj
- Antipodocottus Bolin, 1952 - 4 faj
- Archistes Jordan & Gilbert, 1898 - 2 faj
- Argyrocottus Herzenstein, 1892 - 1 faj
- Artediellichthys Taranetz, 1941 - 1 faj
- Artediellina Taranetz, 1937 - 1 faj
- Artedielloides Soldatov, 1922 - 1 faj
- Artediellus Jordan, 1885 - 15 faj
- Artedius Girard, 1856 - 5 faj
- Ascelichthys Jordan & Gilbert, 1880 - 1 faj
- Asemichthys Gilbert, 1912 - 1 faj
- Astrocottus Bolin, 1936 - 4 faj
- Atopocottus Bolin, 1936 - 1 faj
- Bero Jordan & Starks, 1904 - 1 faj
- Bolinia Yabe, 1991 - 1 faj
- Chitonotus Lockington, 1879 - 1 faj
- Clinocottus Gill, 1861 - 5 faj
- Cottiusculus Jordan & Starks, 1904 - 3 faj
- Cottus Linnaeus, 1758 - 67 faj; típusnem
- Daruma Jordan & Starks, 1904 - 1 faj
- Enophrys Swainson, 1839 - 4 faj
- Furcina Jordan & Starks, 1904 - 2 faj
- Gymnocanthus Swainson, 1839 - 7 faj
- Hemilepidotus Cuvier, 1829 - 6 faj
- Icelinus Jordan, 1885 - 11 faj
- Icelus Krøyer, 1845 - 17 faj
- Jordania Starks, 1895 - 1 faj
- Leiocottus Girard, 1856 - 1 faj
- Lepidobero Qin & Jin, 1992 - 1 faj
- Leptocottus Girard, 1854 - 1 faj
- Megalocottus Gill, 1861 - 2 faj
- Mesocottus Gratzianov, 1907 - 1 faj
- Micrenophrys Andriashev, 1954 - 1 faj
- Microcottus Schmidt, 1940 - 2 faj
- Myoxocephalus Tilesius, 1811 - 16 faj
- Ocynectes Jordan & Starks, 1904 - 2 faj
- Oligocottus Girard, 1856 - 4 faj
- Orthonopias Starks & Mann, 1911 - 1 faj
- Paricelinus Eigenmann & Eigenmann, 1889 - 1 faj
- Phallocottus Schultz, 1938 - 1 faj
- Phasmatocottus Bolin, 1936 - 1 faj
- Porocottus Gill, 1859 - 9 faj
- Pseudoblennius Temminck & Schlegel, 1850 - 6 faj
- Radulinopsis Soldatov & Lindberg, 1930 - 2 faj
- Radulinus Gilbert, 1890 - 3 faj
- Rastrinus Jordan & Evermann, 1896 - 1 faj
- Ricuzenius Jordan & Starks, 1904 - 2 faj
- Ruscarius Jordan & Starks, 1895 - 2 faj
- Scorpaenichthys Girard, 1854 - 1 faj
- Sigmistes Rutter in Jordan & Evermann, 1898 - 2 faj
- Stelgistrum Jordan & Gilbert in Jordan & Evermann, 1898 - 3 faj
- Stlengis Jordan & Starks, 1904 - 3 faj
- Synchirus Bean, 1890 - 1 faj
- Taurocottus Soldatov & Pavlenko, 1915 - 1 faj
- Taurulus Gratzianov, 1907 - 1 faj
- Thyriscus Gilbert & Burke, 1912 - 1 faj
- Trachidermus Heckel, 1837 - 1 faj
- Trichocottus Soldatov & Pavlenko, 1915 - 1 faj
- Triglops Reinhardt, 1830 - 10 faj
- Vellitor Jordan & Starks, 1904 - 2 faj
- Zesticelus Jordan & Evermann, 1896 - 3 faj

### Fordítás
- Ez a szócikk részben vagy egészben  a   Cottidae című angol Wikipédia-szócikk fordításán alapul.  Az eredeti cikk szerkesztőit annak laptörténete sorolja fel. Ez a jelzés csupán a megfogalmazás eredetét és a szerzői jogokat jelzi, nem szolgál a cikkben szereplő információk forrásmegjelöléseként.